# Théophile Érotikos
Théophile Érotikos est un général byzantin du XIe siècle qui occupe notamment les fonctions de stratège de Serbie et de Chypre avant de se révolter sans succès et de tomber en disgrâce.

## Biographie
Vers 1034, le prince serbe Vojislav, cousin de Jovan Vladimir, se révolte contre l'autorité byzantine alors que l'Empire byzantin est en pleine période de succession impériale. Cette révolte est un échec et Vojislav est emprisonné à Constantinople. Théophile Érotikos est alors nommé stratège du thème de Serbie. L'existence même du thème de Serbie ayant parfois été remise en cause, le poste exact de Théophile ne fait pas l'unanimité. Selon Jirecek, il est en fait duc Dyrrachium et Gustave Schlumberger le qualifie de stratège de Dalmatie. Vojislav finit par recouvrer sa liberté et se révolte à nouveau vers 1037 ou 1038. Il parvient à expulser Érotikos de Serbie en 1040.
Malgré tout, Erotikos est nommé comme gouverneur de Chypre et en 1042, au moment de la mort de Michel V et des troubles qui s'ensuivent au sein du gouvernement impérial, il décide de profiter de la situation. Il pousse la population locale à se révolter, notamment contre les krites locaux (dignitaires fiscaux et judiciaires) qui sont accusés de soumettre la population à des taxes trop lourdes et ils sont tués par les rebelles. Constantin IX Monomaque, le nouvel empereur, envoie une flotte dirigée par Constantin Chage qui réprime rapidement la rébellion et arrête Érotikos. Ce dernier est emmené à Constantinople où il est tonsuré, exhibé dans l'Hippodrome en habits de femmes et exilé. En outre, il est déchu de tous ses titres et ses biens sont confisqués.